# Holån

Holån, även Morvallsån och Näsvallsån, är ett vattendrag i nordvästra Hälsingland, som är vänsterbiflöde till Ljusnan. Holån är omkring 15 kilometer lång, och har ett flodområde på runt 65 kvadratkilometer. Holån kommer från Stora Morvallstjärnen som ligger på 217 meter över havet,  och den mynnar i Ljusnan nära Korskrogen. Åns största källflöde är Kölsbäcken och största biflöde Kullran från Fönesjön. Ån rinner förbi Morvallen, Backarvall och Näsvallen samt byarna Holmen och Föne.